# Rabba
Rabba är en stad i Jordanien. Rabba hade år 2010 cirka 9 000 invånare.